# Đô thị tại Bạc Liêu
Đô thị tại Bạc Liêu là những: thành phố, thị xã, thị trấn, trung tâm xã được cơ quan nhà nước có thẩm quyền ra quyết định công nhận.
Hiện tại tỉnh Bạc Liêu có ba loại đô thị: loại II, loại IV và loại V. Trong đó có đô thị, gồm: 1 đô thị loại II, 1 đô thị loại IV, 10 đô thị loại V.

## Danh sách các đô thị
Tính đến ngày 31 tháng 10 năm 2023, tỉnh Bạc Liêu có 12 đô thị gồm 1 thành phố, 1 thị xã, 5 thị trấn và 5 trung tâm xã.
| Danh sách các đô thị của tỉnh Bạc Liêu | Danh sách các đô thị của tỉnh Bạc Liêu | Danh sách các đô thị của tỉnh Bạc Liêu | Danh sách các đô thị của tỉnh Bạc Liêu | Danh sách các đô thị của tỉnh Bạc Liêu | Danh sách các đô thị của tỉnh Bạc Liêu | Danh sách các đô thị của tỉnh Bạc Liêu | Danh sách các đô thị của tỉnh Bạc Liêu | Danh sách các đô thị của tỉnh Bạc Liêu | Danh sách các đô thị của tỉnh Bạc Liêu |
| STT                                    | Tên đô thị                             | Năm thành lập                          | Loại đô thị                            | Năm công nhận                          | Diện tích năm 2021 (km²)               | Dân số ngày 1/11/2021 (người)          | Mật độ dân số (người/km²)              | Hành chính                             | Vai trò |
| -------------------------------------- | -------------------------------------- | -------------------------------------- | -------------------------------------- | -------------------------------------- | -------------------------------------- | -------------------------------------- | -------------------------------------- | -------------------------------------- | --- |
| 1                                      | Thành phố Bạc Liêu                     | 2010                                   | II                                     | 2014                                   | 213,72                                 | 158.264                                | 741                                    | 7 phường, 3 xã                         | - Là trung tâm chính trị, hành chính, kinh tế, văn hoá, khoa học kỹ thuật, đào tạo nguồn nhân lực chất lượng cao của tỉnh Bạc Liêu và cấp vùng. - Là đầu mối giao thông của các trục hành lang kinh tế đô thị Quốc gia và Quốc tế. - Là trung tâm thương mại, dịch vụ, du lịch, thể thao và giải trí của tỉnh Bạc Liêu và vùng Đồng bằng sông Cửu Long. - Có vị trí an ninh quốc phòng chiến lược trong vùng Đồng bằng sông Cửu Long. |
| 2                                      | Thị xã Giá Rai                         | 2015                                   | IV                                     | 2013                                   | 354,49                                 | 145.340                                | 410                                    | 3 phường, 7 xã                         | - Là trung tâm kinh tế, văn hoá, giáo dục và đào tạo lớn thứ hai của tỉnh Bạc Liêu. - Là trung tâm thương mại, dịch vụ, công nghiệp, công nghiệp chế biến thủy sản tập trung. - Là trung tâm nông nghiệp công nghệ cao và nuôi trồng thủy sản sinh thái của vùng Phía Tây tỉnh Bạc Liêu. - Là cửa ngõ kết nối với thành phố Cà Mau và kết nối hạ tầng giao thông quan trọng của Quốc gia cả đường bộ, đường hàng không, đường biển. - Là trung tâm tiểu vùng III của tỉnh Bạc Liêu. |
| 3                                      | Thị trấn Châu Hưng                     | 2007                                   | V                                      | 2006                                   | 31,98                                  | 15.052                                 | 471                                    | 8 ấp                                   | - Là đô thị trung tâm huyện Vĩnh Lợi (đô thị chức năng tổng hợp). - Là trung tâm hành chính, chính trị, kinh tế, văn hoá và xã hội của huyện Vĩnh Lợi. - Là trung tâm thương mại dịch vụ - du lịch. - Là đô thị vệ tinh của thành phố Bạc Liêu. |
| 4                                      | Thị trấn Gành Hào                      | 1979                                   | V                                      | 2022                                   | 13,40                                  | 14.327                                 | 1.069                                  | 5 ấp                                   | - Là nền tảng của thị xã Đông Hải (dự kiến thành lập thị xã Đông Hải trên cơ sở toàn bộ diện tích tự nhiên của huyện Đông Hải với hạt nhân là đô thị Điền Hải – Gành Hào). - Là đô thị chuyên ngành kinh tế. |
| 5                                      | Thị trấn Hòa Bình                      | 1987                                   | V                                      | 2011                                   | 26,54                                  | 22.783                                 | 858                                    | 8 ấp                                   | Là đô thị trung tâm huyện Hòa Bình (đô thị chức năng tổng hợp). |
| 6                                      | Thị trấn Ngan Dừa                      | 1979                                   | V                                      | 2005                                   | 15,62                                  | 11.616                                 | 744                                    | 6 ấp                                   | Là đô thị trung tâm huyện Hồng Dân (đô thị chức năng tổng hợp). |
| 7                                      | Thị trấn Phước Long                    | 1979                                   | V                                      | 2022                                   | 49,30                                  | 21.273                                 | 432                                    | 11 ấp                                  | - Là trung tâm kinh tế, văn hóa của tiểu vùng II. - Là trung tâm công nghiệp phụ trợ, chế biến nông sản, thủy sản. - Là trung tâm thương mại và du lịch làng nghề phía Bắc của tỉnh Bạc Liêu. |
| 8                                      | Đô thị Phước Long (Phó Sinh)           | 1987                                   | V                                      | 2021                                   | 76,41                                  | 15.859                                 | 208                                    | 9 ấp                                   | Phối hợp với đô thị Chủ Chí sẽ hỗ trợ thị trấn Phước Long trong phát triển vùng kinh tế, góp phần quan trọng để huyện Phước Long thực hiện tốt vai trò trung tâm phát triển kinh tế - xã hội vùng Bắc Quốc lộ 1 của tỉnh đến năm 2025, tầm nhìn đến năm 2030. |
| 9                                      | Đô thị Vĩnh Hưng                       | 1911                                   | V                                      | 2022                                   | 23,04                                  | 10.256                                 | 445                                    | 8 ấp                                   | - Là đô thị thương mại - dịch vụ, du lịch và sản xuất nông nghiệp trồng lúa chất lượng cao. - Là cực tăng trưởng hạt nhân của Tiểu vùng phía Tây huyện Vĩnh Lợi. |
| 10                                     | Đô thị Ninh Quới A                     | 1999                                   | V                                      | 2022                                   | 32,42                                  | 15.955                                 | 492                                    | 10 ấp                                  | - Là trung tâm kinh tế, văn hóa - xã hội, thương mại - dịch vụ của khu vực Tiểu vùng phía Đông Nam huyện Hồng Dân. - Là đầu mối về giao thông của khu vực có tuyến Quốc lộ Quản Lộ Phụng Hiệp, ĐT. 978 đi qua,... |
| 11                                     | Đô thị Phong Thạnh Tây B (Chủ Chí)     | 2003                                   | V                                      | 2022                                   | 61,31                                  | 12.719                                 | 208                                    | 7 ấp                                   | - Là cửa ngõ phía Tây Nam của huyện Phước Long giáp với tỉnh Cà Mau, có tuyến Quản lộ Phụng Hiệp đi qua nên thuận lợi thông thương và phát triển các hoạt động kinh tế, nhất là dịch vụ – thương mại. - Là trung tâm thương mại – dịch vụ, công nghiệp phía Tây Nam của huyện Phước Long. - Là đô thị phối hợp với đô thị Phó Sinh (xã Phước Long) sẽ hỗ trợ đô thị thị trấn Phước Long trong phát triển vùng kinh tế, góp phần quan trọng để huyện Phước Long thực hiện tốt vai trò trung tâm phát triển kinh tế – xã hội vùng Bắc Quốc lộ 1A của tỉnh đến năm 2025, tầm nhìn đến năm 2030 theo tinh thần Nghị quyết số 01 của Ban Chấp hành Đảng bộ tỉnh. |
| 12                                     | Đô thị Vĩnh Thịnh (Cái Cùng)           | 1979                                   | V                                      | 2022                                   | 106,15                                 | 16.594                                 | 156                                    | 7 ấp                                   | - Là một cực phát triển trên hành lang kinh tế đô thị ven biển. - Là một trong các trung tâm văn hóa – hành chính – dịch vụ của huyện Hòa Bình. - Là trung tâm về thương mại - nuôi trồng thủy sản – dịch vụ nghề cá. - Là đô thị trung chuyển kinh tế quan trọng giữa huyện đến xã, giữa các xã với nhau trên địa bàn lân cận ngoài huyện. - Là đô thị có vị trí chiến lược về kinh tế, công nghiệp, dịch vụ, an ninh quốc phòng của khu vực. |